# Ballads - The Love Song Collection
Ballads - The Love Song Collection è la terza raccolta della boy band irlandese Boyzone. L'album fu pubblicato nel 2003 dalla Polydor Records.

## Tracce
1. No Matter What
2. I Love the Way You Love Me
3. Everyday I Love You
4. Baby Can I Hold You
5. Words
6. Mystical Experience
7. All That I Need
8. Coming Home Now
9. Father and Son
10. Ben
11. Love Me for a Reason
12. Isn't It a Wonder
13. Paradise
14. You Need Me
15. Don't Stop Looking for Love
16. Key to My Life
17. And I
18. Your Song